# Kostarika na Letních olympijských hrách 1996
Kostarika se účastnila Letní olympiády 1996. Zastupovalo ji 11 sportovců (6 mužů a 5 žen).

## Medailisté
| Medaile | Jméno           | Sport   | Soutěž                  |
| ------- | --------------- | ------- | ----------------------- |
| Zlato   | Claudia Pollová | Plavání | ženy 200 m volný způsob |